# Iardinis
Iardinis is een geslacht van spinnen uit de  familie van de Mysmenidae.

## Soorten
- Iardinis martensi Brignoli, 1978
- Iardinis mussardi Brignoli, 1980